# Aporia leucodice
Aporia leucodice là một loài bướm ngày kích thước trung bình đến lớn thuộc họ Pieridae, có màu vàng và trắng, được tìm thấy ở Ấn Độ.

## Hình ảnh

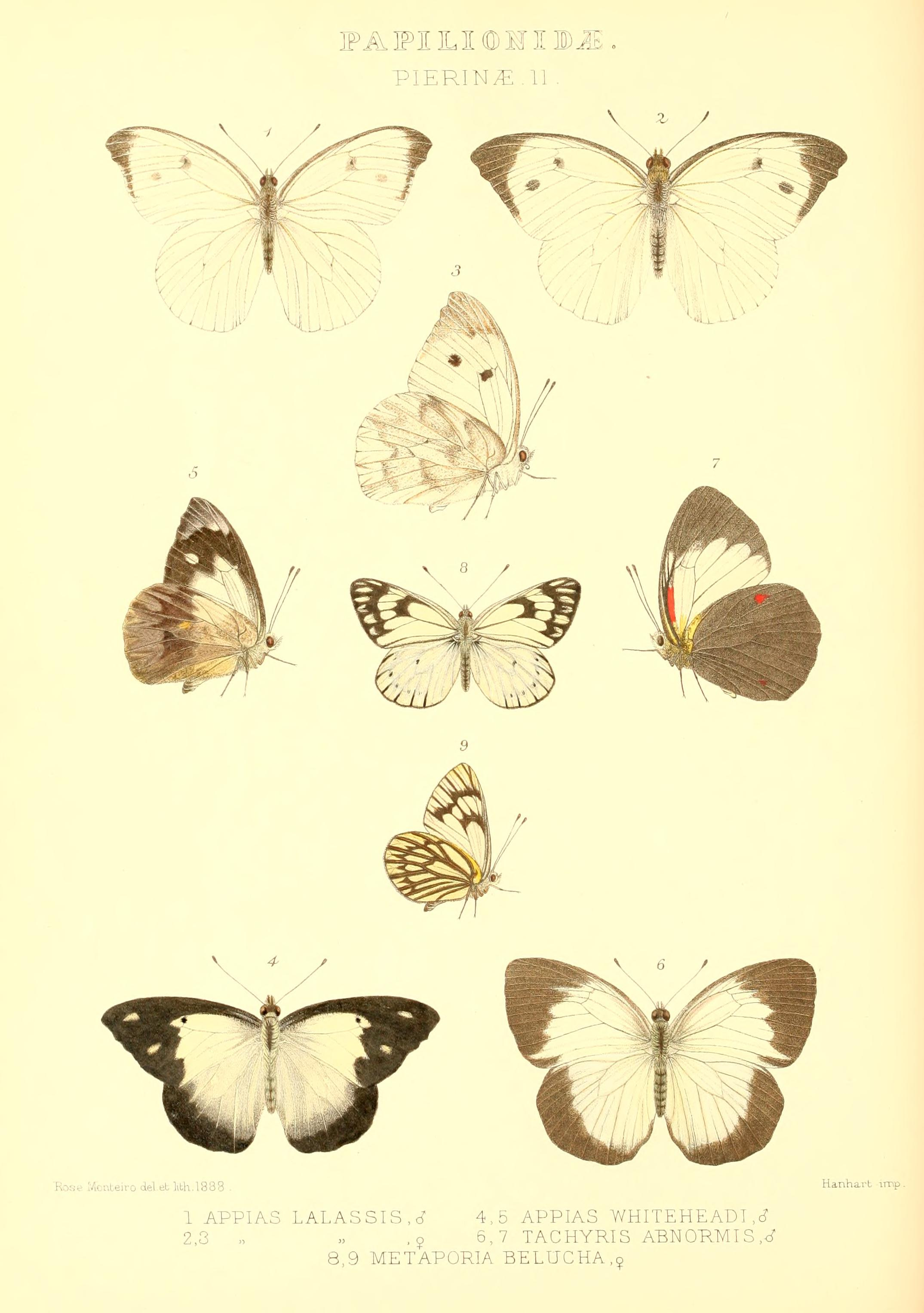